# Campionati del mondo di atletica leggera 2015 - Lancio del martello maschile
La gara di lancio del martello maschile si è svolta tra sabato 22 e domenica 23 agosto 2015.

## Podio
| Pos.    | Atleta           | Nazionalità | Misura |
| ------- | ---------------- | ----------- | ------ |
| Oro     | Paweł Fajdek     | Polonia     | 80.88  |
| Argento | Dilshod Nazarov  | Tagikistan  | 78.55  |
| Bronzo  | Wojciech Nowicki | Polonia     | 78.55  |

## Situazione pre-gara

### Record
Prima di questa competizione, il record del mondo (RM) e il record dei campionati (RC) erano i seguenti.
| Record                | Prestazione | Atleta                        | Data                               | Competizione              |
| --------------------- | ----------- | ----------------------------- | ---------------------------------- | ------------------------- |
| Record mondiale       | 86,74 m     | Jurij Sedych Unione Sovietica | 30 agosto 1986 Stoccarda, Germania |                           |
| Record dei campionati | 83,63 m     | Ivan Cichan Bielorussia       | 27 agosto 2007 Osaka, Giappone     | Campionati del mondo 2007 |

### Campioni in carica
I campioni in carica, a livello mondiale e olimpico, erano:
| Campione | Atleta                  | Prestazione | Data                              | Competizione               |
| -------- | ----------------------- | ----------- | --------------------------------- | -------------------------- |
| Olimpico | Krisztián Pars Ungheria | 80,59 m     | 5 agosto 2012 Londra, Regno Unito | Giochi della XXX Olimpiade |
| Mondiale | Paweł Fajdek Polonia    | 81,97 m     | 23 agosto 2013 Mosca, Russia      | Campionati del mondo 2013  |

### La stagione
Prima di questa gara, gli atleti con le migliori tre prestazioni dell'anno erano:
| Pos. | Atleta                  | Prestazione | Data                             |
| ---- | ----------------------- | ----------- | -------------------------------- |
| 1    | Paweł Fajdek Polonia    | 83,93 m     | 9 agosto 2015 Stettino, Polonia  |
| 2    | Krisztián Pars Ungheria | 79,91 m     | 1º agosto 2015 Cetniewo, Polonia |
| 3    | Mostafa El Gamel Egitto | 79,90 m     | 25 luglio 2015 Il Cairo, Egitto  |

Altri nove atleti hanno lanciato sopra i 78,00 metri (due dei quali sopra i 79,00 metri).

## Risultati

### Qualificazioni
Si qualificano per la finale gli atleti che raggiungono i 77,00m (Q) o le migliori 12 prestazioni (q).
| Pos. | Gruppo | Nome                 | Nazionalità | 1ª prova | 2ª prova | 3ª prova | Misura | Note |
| ---- | ------ | -------------------- | ----------- | -------- | -------- | -------- | ------ | ---- |
| 1    | A      | Paweł Fajdek         | Polonia     | 76.46    | 78.38    |          | 78.38  | Q    |
| 2    | A      | Nick Miller          | Regno Unito | 77.42    |          |          | 77.42  | Q    |
| 3    | B      | Sergej Litvinov      | Russia      | 74.75    | 76.79    | –        | 76.79  | q    |
| 4    | B      | Wojciech Nowicki     | Polonia     | 75.52    | x        | 76.72    | 76.72  | q    |
| 5    | B      | Ashraf Amgad Elseify | Qatar       | 72.01    | 75.03    | 76.51    | 76.51  | q    |
| 6    | A      | David Söderberg      | Finlandia   | 73.30    | 75.96    | 75.42    | 75.96  | q    |
| 7    | A      | Dilshod Nazarov      | Tagikistan  | 74.86    | 75.56    | –        | 75.56  | q    |
| 8    | B      | Mostafa El Gamel     | Egitto      | 75.48    | x        | 74.06    | 75.48  | q    |
| 9    | B      | Krisztián Pars       | Ungheria    | 75.37    | 74.41    | 75.02    | 75.37  | q    |
| 10   | B      | Roberto Janet        | Cuba        | x        | 74.77    | 75.28    | 75.28  | q    |
| 11   | B      | Tuomas Seppänen      | Finlandia   | 74.74    | x        | 73.43    | 74.74  | q,   |
| 12   | A      | Marcel Lomnický      | Slovacchia  | 73.10    | x        | 74.51    | 74.51  | q    |
| 13   | B      | Conor McCullough     | Stati Uniti | 72.40    | 72.05    | 74.31    | 74.31  |      |
| 14   | A      | Jevhen Vynohradov    | Ucraina     | 71.01    | x        | 74.09    | 74.09  |      |
| 15   | B      | Mark Dry             | Regno Unito | 72.13    | 71.24    | 73.87    | 73.87  |      |
| 16   | A      | Kibwe Johnson        | Stati Uniti | 71.72    | 73.75    | 73.33    | 73.75  |      |
| 17   | B      | Eşref Apak           | Turchia     | 73.01    | x        | x        | 73.01  |      |
| 18   | A      | Jury Šajunoŭ         | Bielorussia | x        | 72.07    | 72.87    | 72.87  |      |
| 19   | A      | Marco Lingua         | Italia      | 72.01    | x        | 72.85    | 72.85  |      |
| 20   | A      | Lukáš Melich         | Rep. Ceca   | 71.89    | 70.11    | 72.12    | 72.12  |      |
| 21   | B      | Ivan Cichan          | Bielorussia | 70.30    | 71.88    | x        | 71.88  |      |
| 22   | A      | Wagner Domingos      | Brasile     | 71.35    | 71.82    | x        | 71.82  |      |
| 23   | B      | Serghei Marghiev     | Moldavia    | x        | 71.61    | 71.45    | 71.61  |      |
| 24   | A      | A. G. Kruger         | Stati Uniti | x        | 71.56    | x        | 71.56  |      |
| 25   | A      | Pavel Barėjša        | Bielorussia | x        | 71.41    | 71.23    | 71.41  |      |
| 26   | A      | Suhrob Khodjaev      | Uzbekistan  | 70.45    | 70.99    | 71.24    | 71.24  |      |
| 27   | B      | Ákos Hudi            | Ungheria    | 71.15    | x        | x        | 71.15  |      |
| 28   | A      | Bence Pásztor        | Ungheria    | 71.10    | 70.68    | 71.14    | 71.14  |      |
| 29   | B      | Javier Cienfuegos    | Spagna      | 69.38    | 68.37    | 70.96    | 70.96  |      |
| 30   | B      | Roberto Sawyers      | Costa Rica  | x        | 65.53    | 66.64    | 66.64  |      |

### Finale
| Pos.   | Nome                 | Nazionalità | 1ª prova | 2ª prova | 3ª prova | 4ª prova | 5ª prova | 6ª prova | Misura | Note                                     |
| ------ | -------------------- | ----------- | -------- | -------- | -------- | -------- | -------- | -------- | ------ | ---------------------------------------- |
| center | Paweł Fajdek         | Polonia     | 76.40    | x        | 80.64    | 80.88    | 79.34    | 78.29    | 80.88  |                                          |
| center | Dilshod Nazarov      | Tagikistan  | 76.83    | 77.61    | 76.17    | 78.06    | 78.55    | 76.60    | 78.55  |                                          |
| center | Wojciech Nowicki     | Polonia     | 76.14    | 76.73    | 77.20    | x        | 75.80    | 78.55    | 78.55  |                                          |
| 4      | Krisztián Pars       | Ungheria    | 76.33    | 75.98    | 77.32    | x        | 76.40    | 77.05    | 77.32  |                                          |
| 5      | Sergej Litvinov      | Russia      | 70.75    | 77.09    | 77.24    | x        | 77.04    | x        | 77.24  | Miglior prestazione personale stagionale |
| 6      | David Söderberg      | Finlandia   | 76.92    | 74.75    | 75.70    | 75.48    | 75.32    | 75.19    | 76.92  | Miglior prestazione personale stagionale |
| 7      | Mostafa El Gamel     | Egitto      | 74.70    | 76.25    | 76.81    | x        | x        | 75.77    | 76.81  |                                          |
| 8      | Marcel Lomnický      | Slovacchia  | 73.71    | 74.36    | 75.62    | 75.79    | 75.72    | 74.82    | 75.79  |                                          |
| 9      | Ashraf Amgad Elseify | Qatar       | x        | 72.90    | 74.09    |          |          |          | 74.09  |                                          |
| 10     | Tuomas Seppänen      | Finlandia   | x        | 71.85    | 73.18    |          |          |          | 73.18  |                                          |
| 11     | Nick Miller          | Regno Unito | x        | x        | 72.94    |          |          |          | 72.94  |                                          |
| 12     | Roberto Janet        | Cuba        | x        | 72.50    | 71.79    |          |          |          | 72.50  |                                          |